# Jordanów
Jordanów – miasto w województwie małopolskim, w powiecie suskim, siedziba gminy wiejskiej Jordanów.

## Położenie
Miasto położone jest nad rzeką Skawą w Kotlinie Rabczańskiej u południowych podnóży Beskidu Makowskiego.
W latach 1975–1998 w województwie nowosądeckim.
Sąsiednie gminy: Bystra-Sidzina, Jordanów, Raba Wyżna.
Graniczy: od strony zachodniej z Toporzyskiem i Bystrą, od strony północnej z Osielcem i Łętownią, od strony wschodniej z Naprawą i Skawą, od strony południowej z Wysoką.
Według danych GUS z 1 stycznia 2024 r. miasto liczyło 5403 mieszkańców.

## Historia

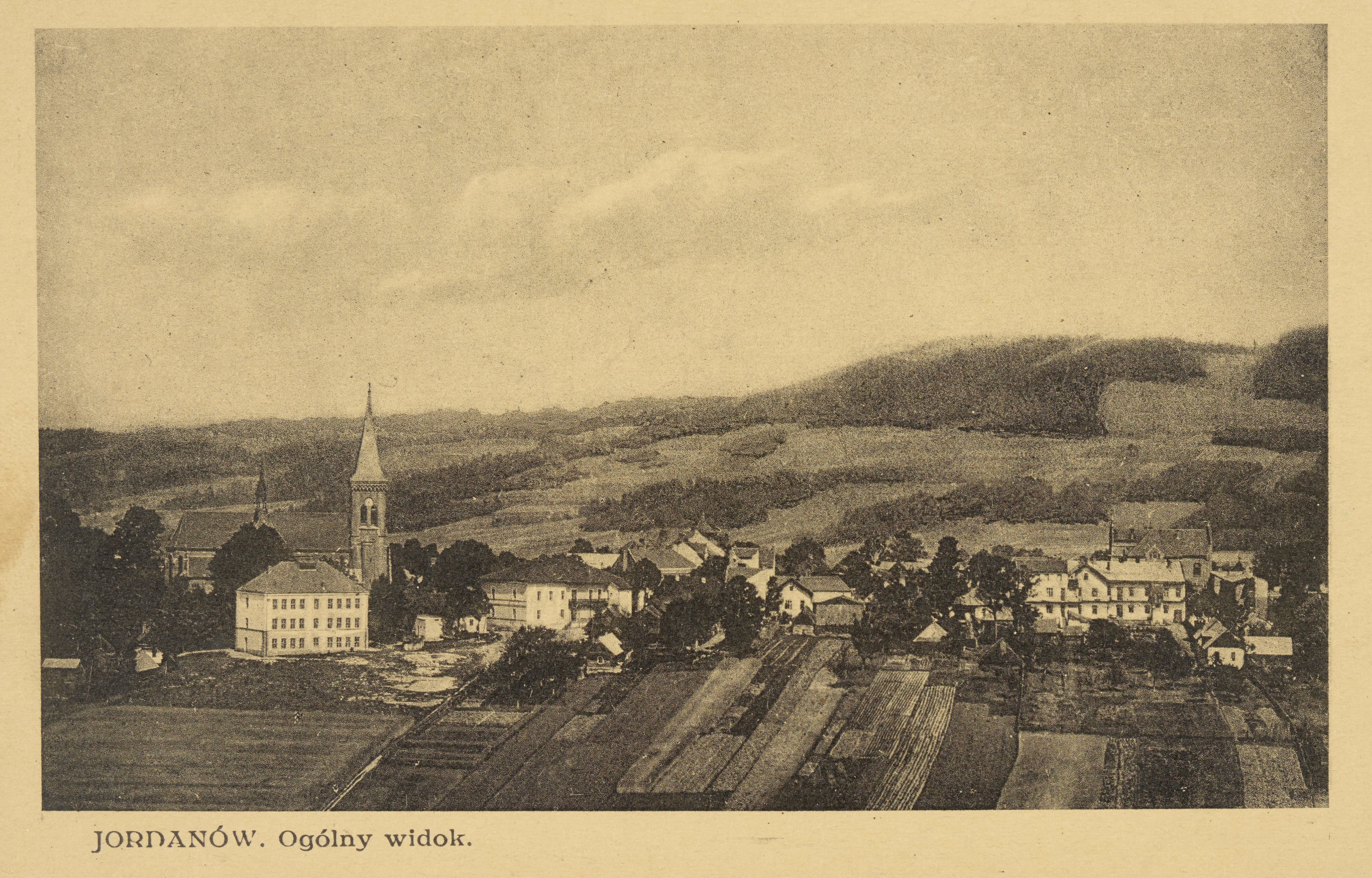
Widok ogólny około 1928–1930

Miasto zostało lokowane w 1564 na prawie niemieckim przez Wawrzyńca Spytka Jordana na wzgórzu między potokiem Strącza Woda, Skawą i Malejówką. Powstało „na surowym korzeniu” na ośmiu łanach wydzielonych z granic starszej wsi Malejowa z czworobocznym rynkiem o powierzchni czterech morgów (165 × 140 metrów). Nazwa miasta wywodzi się od nazwiska założyciela. Osada położona była przy skrzyżowaniu szlaków: z Krakowa i Wieliczki (trakt solny) przez Myślenice na Orawę i Węgry oraz szlaku doliną Skawy na historyczny Śląsk. 15 grudnia 1576 król Stefan Batory potwierdził prawa miejskie i nadał przywilej dwóch jarmarków w roku. 9 marca 1635 król Władysław IV Waza zezwolił na cztery jarmarki rocznie, a 20 listopada 1738 król August III Sas zezwolił na 12 jarmarków rocznie. 21 lutego 1805 r. cesarz Franciszek II ograniczył liczbę jarmarków do czterech. W statucie miasta zapisano możliwość odbywania targu w każdy poniedziałek.
W bezpośrednim sąsiedztwie miasta funkcjonowały dwa folwarki: Chrobacze na granicy Łętowni oraz w Malejowej.
Po I rozbiorze Polski Jordanów znalazł się początkowo w granicach austriackiego cyrkułu wielickiego, od 1782 w granicach cyrkułu z siedzibą w Myślenicach, a od 1819 w granicach cyrkułu wadowickiego.
W XIX w. miasto nieco podupadło i miało charakter raczej rolniczy. Liczba mieszkańców ledwie przekraczała tysiąc osób. Wśród nich byli Żydzi, z których część należała do miejscowej gminy wyznaniowej żydowskiej. Eugeniusz Janota w wydanym w 1860 „Przewodniku w wycieczkach na Babią Górę, do Tatr i Pienin” relacjonując podróż z Krakowa w Tatry wspominał: Jordanów, uboga mieścina już w porzeczu Skawy. Kościół drewniany fund[owany]. 1576. Był tu dawniéj także kościół szpitalny z osobnym księdzem fund. 1648, zniesiony 1775, i dom misyjny jezuicki fund. około roku 1726, zniesiony 1773.
1 kwietnia 1929 r. do miasta przyłączono sąsiednią wieś Malejową oraz przysiółki Przykiec, Hrobacze i Munkacz. Tym samym liczba ludności przekroczyła trzy tysiące.
W 1939 r. okolice Jordanowa były miejscem walk 10. Brygady Kawalerii oraz miejscowej ludności z wojskami niemieckimi. Miasto zostało mocno zniszczone w czasie II wojny światowej.

### Kalendarium
Wydarzenia:

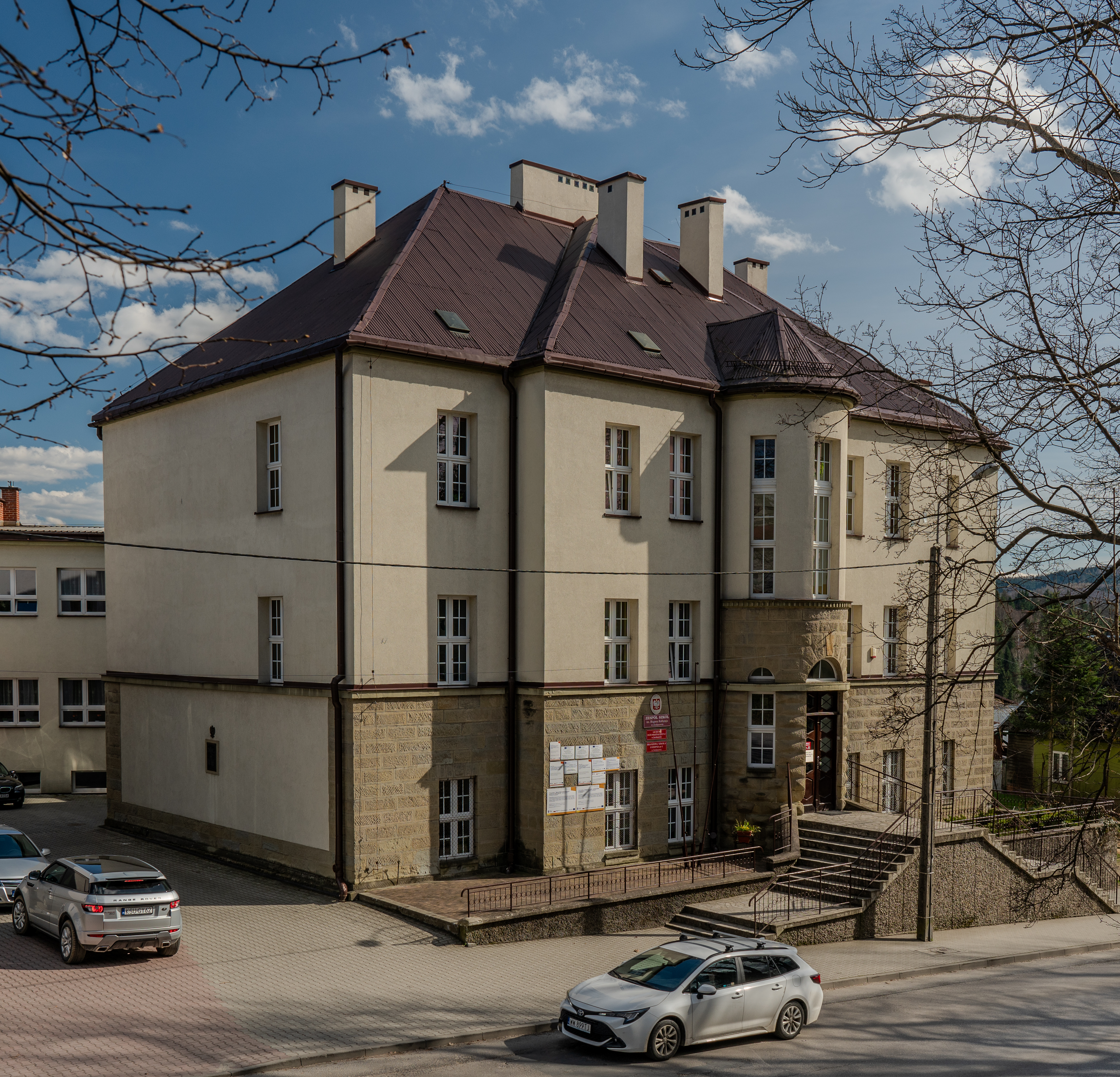
Liceum Ogólnokształcące w Jordanowie, 1926

- 7 listopada 1564 – Spytek Wawrzyniec Jordan otrzymał od króla Zygmunta Augusta przywilej na założenie miasta Jordanowa[3];
- 1568 (około) – na południe od rynku wybudowano drewnianą kaplicę pw. św. Wawrzyńca, którą potem przekazano szpitalowi[10];
- 1568 – pierwszym burmistrzem został Jakub Słonina[11];
- 1576 – Anna Jordanowa z Sieniawskich, żona zmarłego Spytka Jordana wydała dokument dotyczący erygowania kolejnego kościoła pw. Świętej Trójcy, który na początku podlegał parafii w Łętowni[11];
- Przed 1580 – przy ulicy Szpitalnej powstał szpital (przytułek dla ubogich) który w 1662 r. uzyskał prawo propinacji[12];
- 1588 – utworzono pierwszą szkołę parafialną obok Skotnicy (dzisiejsza ul. Batalionów Chłopskich). Bakałarze oprócz nauczania prowadzili księgi miejskie lub wójtowskie[13];
- 1618 – pierwsza wzmianka historyczna o obrazie Matki Bożej z Dzieciątkiem Jezus, czczonej jako Pani Jordanowska[14];
- 1772 – w wyniku I rozbioru Polski dobra jordanowskie, których właścicielem był Józef Sierakowski, przeszły pod panowanie Austrii, tak jak inne tereny południowej Polski;
- 17 listopada 1851 – odbyła się wizytacja w Jordanowie Jego Cesarskiej Mości Franciszka Józefa[15];
- 1884 – otwarto linię kolejową[16];
- 1885 – została założona Ochotnicza Straż Pożarna Miasta Jordanowa z siedzibą w ratuszu[17];
- 1896 – zostało założone Towarzystwo Gimnastyczne „Sokół”[18][19];
- 1900 – powstało Towarzystwo Zaliczkowe „Praca i Oszczędność”;
- 1912 – w ramach Towarzystwa Gimnastycznego „Sokół” powstał paramilitarny oddział Polowych Drużyn Sokolich[18];
- 1913 – wybudowano kościół parafialny według projektu dr. Jana Sas-Zubrzyckiego. Również ten sam architekt zaprojektował budynek Ratusza Miejskiego (1911), budynek Sądu Grodzkiego (1908), oraz fasadę domu burmistrza Józefa Stolaskiego[20];
- 21 i 22 listopada 1914 – w Jordanowie przebywał Józef Piłsudski[21];
- 1919 – posadzono w zachodniej stronie jordanowskiego Rynku „Dąb Wolności” na pamiątkę odzyskania przez Polskę niepodległości[22].
- 1927–1933 – wybudowano budynek seminaryjny[23];
- 1929 – przyłączono do miasta Jordanowa gminę Malejowa oraz przysiółki: Hrobacze, Przykiec i Munkacz[9];
- 1928–1933 – przeprowadzono elektryfikację i wybudowano chodniki[23];
- 1932 – miasto wizytował ks. kardynał Adam Stefan Sapieha – metropolita krakowski i uczestniczył w uroczystym posiedzeniu Rady Miasta[24];
- w latach 1932–1939 – wybudowano w Malejowej skocznię narciarską na której skakał m.in. Stanisław Marusarz[25];
- 1933 – powstał literacko-społeczny miesięcznik ludowców „Wieś i Jej Pieśń”, oficjalnie organ Związku Literatów Ludowych[26].
- 9 kwietnia 1937 – MSW zatwierdziło wzór herbu miasta: w polu srebrnym trzy rogi myśliwskie czarne, jeden na drugim, obręcza, ustniki i sznury złote[16];
- 1 września 1939 – od strony słowackiej Orawy Niemcy hitlerowskie napadły ziemię jordanowską;
- 1939 – wprowadzono w Jordanowie tajne nauczanie dla klas od V do VII, a następnie w zakresie szkoły średniej[27];
- 1939–1945 – miasto zostało dwukrotnie spalone;
- 1939–1945 – na terenie ziemi jordanowskiej działały między innymi takie ugrupowania partyzanckie jak: Dywizja Podhalańska w Konspiracji, młodzieżowa Polska Organizacja Podziemna, Bocian, Chełm, Harnasie, Walka, Związek Walki Zbrojnej oraz Koła: Rocha i Bataliony Chłopskie[28];
- 28 sierpnia 1942 – rozstrzelano przez okupanta hitlerowskiego 67 Żydów jordanowskich[29];
- 29 stycznia 1945 – zajęcie miasta przez oddziały Armii Czerwonej[30];
- 1951 – miasto otrzymało wodę z wodociągów miejskich z ujęciem źródeł na górze Przykrzec oraz zostały uruchomione 22 hydranty przeciwpożarowe[31];
- 1967 – pożar kościoła parafialnego, powstały w wyniku wyładowań atmosferycznych. Dzięki sprawnej akcji gaśniczej straży pożarnych udało się uratować świątynię. Spłonął tylko dach kościoła;
- Na przełomie lat 60. i 70. XX w. powstał największy zakład produkcyjny Krakowskiej Fabryki Armatur – Zakład nr 3 w Jordanowie. W 1982 w zakładzie pracowało 953 osób[32];
- 1975 – Miejska Rada Narodowa podjęła uchwałę w formie wniosku pod adresem Wojewódzkiej Rady Narodowej w Krakowie o utworzeniu wspólnej Rady dla: Miasta Jordanowa, Gminy w Jordanowie oraz Gminy Bystra-Sidzina;
- 3 grudnia 1975 – na dworzec kolejowy w Jordanowie wjechał pierwszy pociąg elektryczny relacji Kraków – Zakopane[33];
- 4 marca 1977 – w sali widowiskowej Domu Strażaka odbył się I Wojewódzki Zjazd Ochotniczych Straży Pożarnych z terenu województwa nowosądeckiego;
- 15 maja 1978 – powołano Towarzystwo Miłośników Ziemi Jordanowskiej[34];
- 3 czerwca 1979 – miasto Jordanów było organizatorem Wojewódzkiego Święta Ludowego;
- 15 sierpnia 1982 – w czasie stanu wojennego, przed siedzibą Komitetu Miejsko-Gminnego PZPR zdetonowany został ładunek wybuchowy[35];
- 9 września 1984 – miasto Jordanów zostało odznaczone Orderem Krzyża Grunwaldu III kl. Złotą odznaką Zasłużone dla Województwa Nowosądeckiego, odznaczenie honorowe Związku Bojowników o Wolność i Demokrację – Zarząd Główny;
- 1981–1985 – oddano do użytku bloki mieszkalne z budownictwa spółdzielczego na osiedlu Wrzosy oraz oczyszczalnię ścieków;
- 1983 – wybudowano nowe ujęcie wody dla Jordanowa na rzece Skawa;
- 25 września 1994 – koronacja obrazu Matki Bożej Trudnego Zawierzenia – Pani Jordanowskiej. Koronacji dokonał kardynał Franciszek Macharski – metropolita krakowski[36];
- 13 czerwca 1999 – beatyfikacja sług bożych wywodzących się z parafii jordanowskiej – ks. Piotra Dańkowskiego i ks. Stanisława Pyrtka[37];
- 9 września 2001 – na jordanowskich plantach posadzono „Dęby – Pomniki Historii” dla upamiętnienia: papieża Jana Pawła II, ks. kard. Stefana Wyszyńskiego, ks. bł. Piotra Dańkowskiego i ks. bł. Stanisława Pyrtka. Otwarto wystawę ekumeniczną w Izbie Historii Miasta Jordanowa „Przyjaźń bez granic”. Organizatorem wystawy były władze szwedzkiego miasta Karlskoga i Towarzystwo Miłośników Ziemi Jordanowskiej;
- 9 października 2010 – koronacja papieskimi koronami obrazu Matki Bożej Trudnego Zawierzenia w parafii Przenajświętszej Trójcy Świętej w Jordanowie. Korony, które zostały nałożone na skronie Dzieciątka Jezus i Matki Bożej, zostały pobłogosławione przez papieża Benedykta XVI 1 września 2010 r. w Castel Gandolfo. Korony wykonano według wzoru koron częstochowskich pobłogosławionych przez Jana Pawła II. W koronie Matki Bożej umieszczono pierścień Sługi Bożego Jana Pawła, ofiarowany jordanowskiemu sanktuarium przez ks. kard. Stanisława Dziwisza.

## Zabytki
Obiekty wpisane do rejestru zabytków nieruchomych województwa małopolskiego.

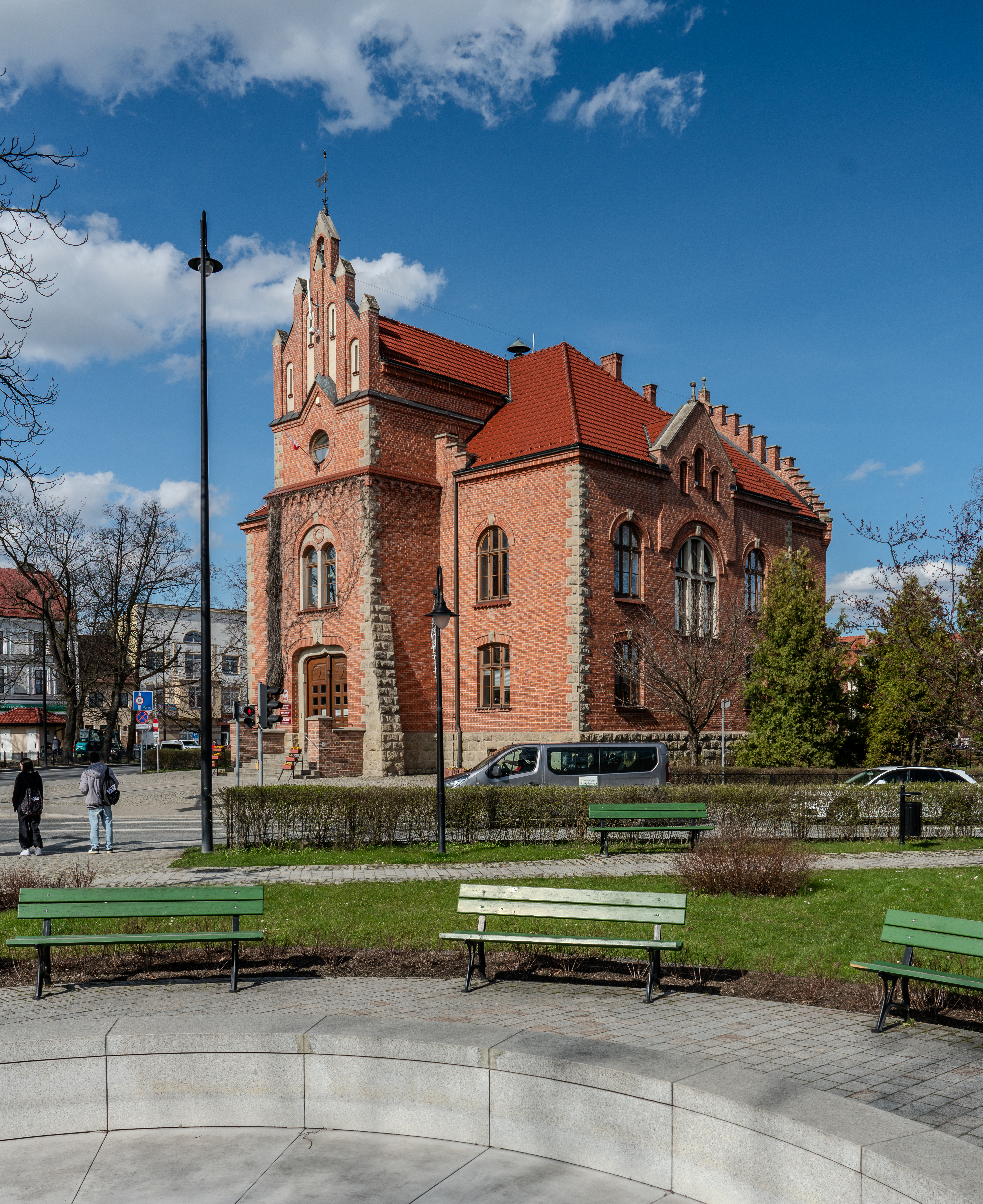
Ratusz

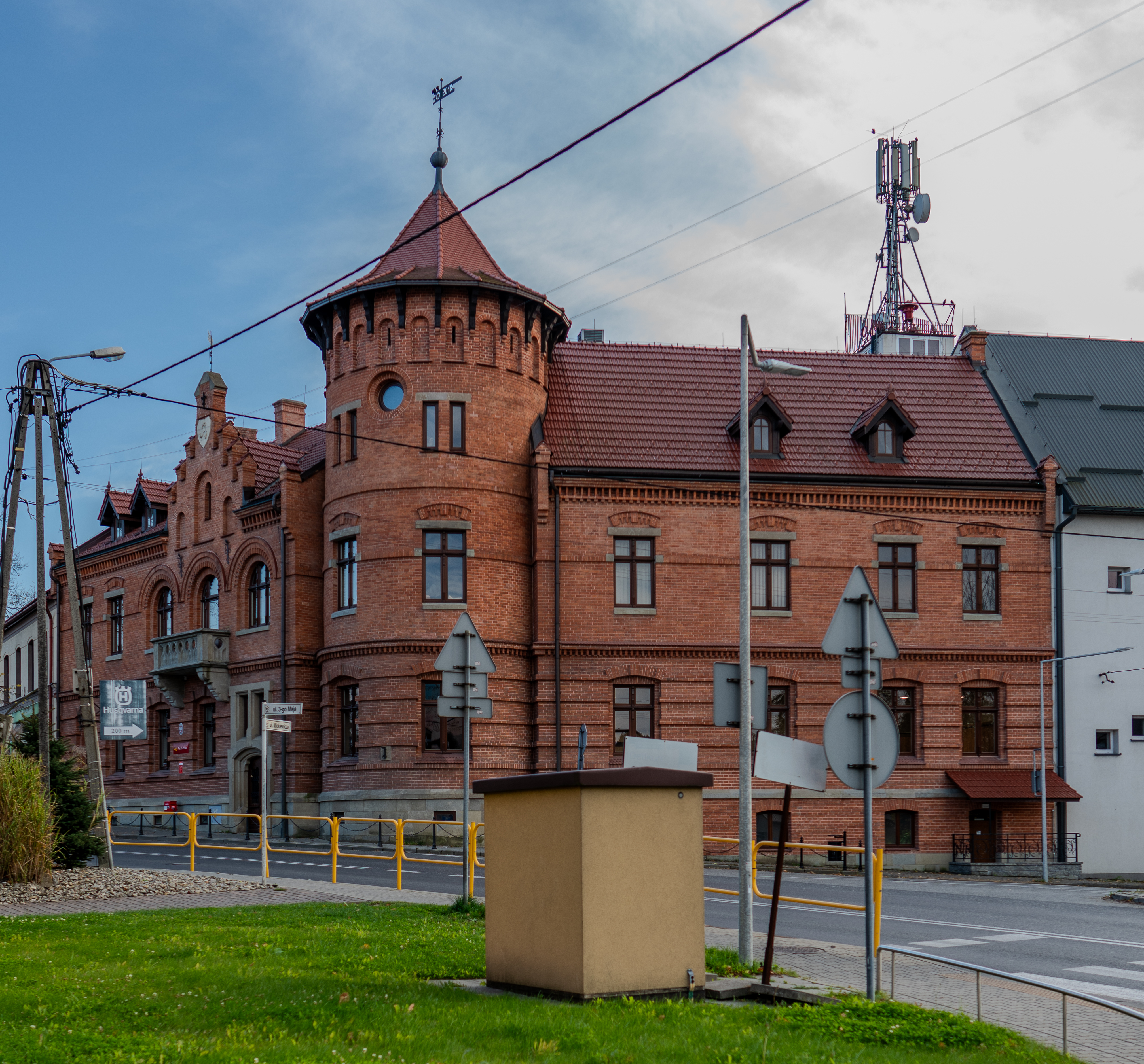
Budynek dawnego Ratusza i Sądu Grodzkiego w Jordanowie

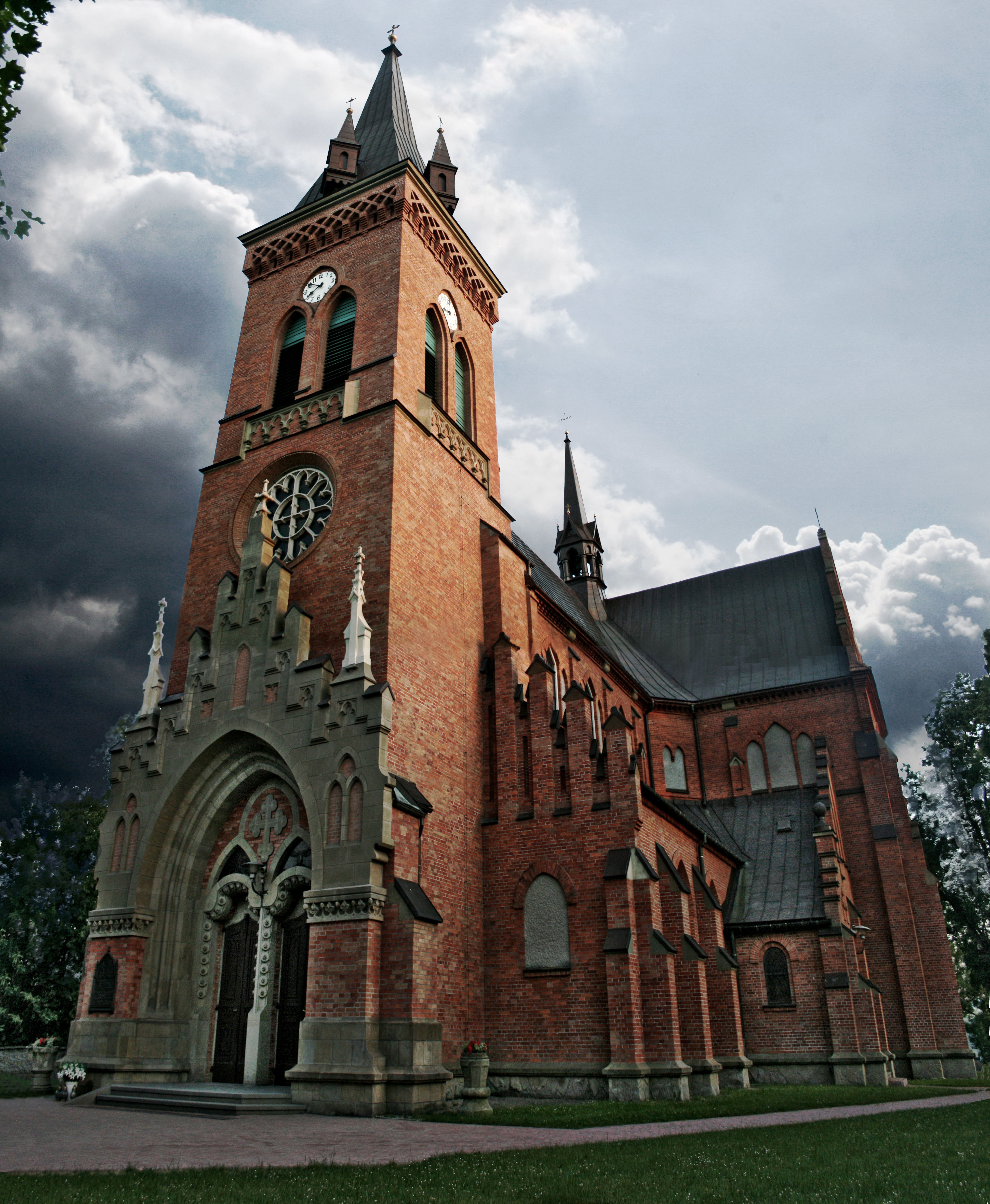
Kościół parafialny pw. Przenajświętszej Trójcy w Jordanowie

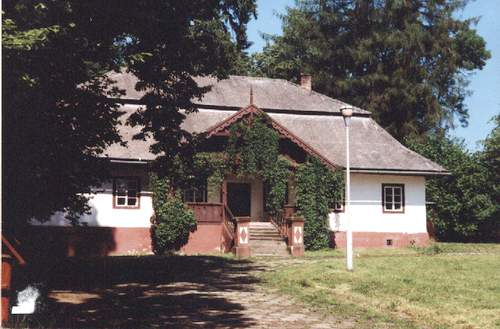
Dwór na Chrobaczem z 2. poł. XVIII w.

- Kościół parafialny pw. Trójcy Przenajświętszej z otoczeniem.
Budynek wybudowany według projektu Jana Sas-Zubrzyckiego w latach 1908–1913, konsekrowany w 1972, z wyposażeniem z XVI i XVII w. oraz z cmentarzem.
- Ratusz Rynek 1, z wyznaczeniem strefy ochronnej obejmującej plac rynkowy.
Budynek zlokalizowany na środku jordanowskiego rynku, wybudowany z cegły według projektu Jana Sas-Zubrzyckiego, oddany do użytku w 1911 roku; w budynku tym mają siedzibę władze samorządowe miasta oraz Urząd Miasta.
- Budynek dawnego Ratusza i Sądu Grodzkiego w Jordanowie, Rynek 2.
Wybudowany według projektu Jana Sas-Zubrzyckiego.
- Dawny zajazd „Poczekaj” ul. Kolejowa 10.
Na parterze mieścił się zajazd, w którym zatrzymywali się kupcy podróżujący szlakiem solnym z Wieliczki na Węgry. W piętrowej części budynku były pokoje (hotel). Jest najstarszym budynkiem w mieście[39].
- dwór z parkiem.
Budynek drewniany z 2. poł. XVIII wieku.

## Inne
- Cmentarz wojenny nr 370 – Jordanów. Niezachowany cmentarz z I wojny światowej;
- Cmentarz żydowski w Jordanowie;
- dom Stolaskich wybudowany według projektu Jana Sas-Zubrzyckiego[40];
- Rynek 44 – gmach Stowarzyszenia Pożyczkowego „Praca i Oszczędność” najstarszy murowany budynek w rynku z 1900 roku z elementami stylu secesyjnego[41], w 1960 dobudowano trzecią kondygnację[42];
- Rynek 10 – budynek dawnej restauracji „Pod Aniołami”[41];
- Rynek 37 – dom, dawna siedziba apteki Józefa Kokoszki[41];
- Rynek 42 – dom burmistrza lekarza Eustachego Szuberta z lat 30. XX wieku wybudowany w stylu gdyńskiego modernizmu[41], przebudowany w około 2008 roku, tracąc poprzednie walory[25];
- Rynek 45 – dom Sióstr Prezentek z 1932 roku[41];
- ul. Kolejowa 9 – budynek dawnego seminarium nauczycielskiego z 1929 roku[39];
- kilka drewnianych domów w dzielnicy Malejowa z przełomu XIX i XX wieku[39];
- kilka fortyfikacji z XX wieku[43];
- krzyż na dawnym cmentarzu epidemicznym na Flakówce[44];
- Dąb Wolności na jordanowskich plantach „szubertowskich”, posadzony zgodnie z uchwałą Rady Miasta 21 maja 1919 roku w celu upamiętnienia odzyskania przez Polskę niepodległości;
- figura św. Jana Nepomucena, znajdująca się na skrzyżowaniu głównych szlaków komunikacyjnych w centrum jordanowskiego rynku, z 1817 roku[45][46]. Św. Jan Nepomucen był czczony jako Patron „dobrej sławy” oraz jako opiekun dróg i mostów, a także orędownik w czasie powodzi. Zachował się orzeł w koronie wykuty w cokole kamiennej figury, mimo zaborów i wojen, jakimi dotknięta była Polska;
- kapliczka przy kościele parafialnym z łacińską inskrypcją i datą 1783[39];
- kapliczka przy ul. Mickiewicza[45];
- kapliczka przy ul. 3 Maja[45];
- kapliczka przy ul. Piłsudskiego, ufundowana przez żyda Wawrzyńca Frydmana w roku 1876[47].

## Struktura powierzchni
Według danych z 2002 r. Jordanów ma obszar 20,92 km², w tym:
- użytki rolne: 57%
- użytki leśne: 34%

Miasto zajmuje 3,05% powierzchni powiatu.

## Demografia

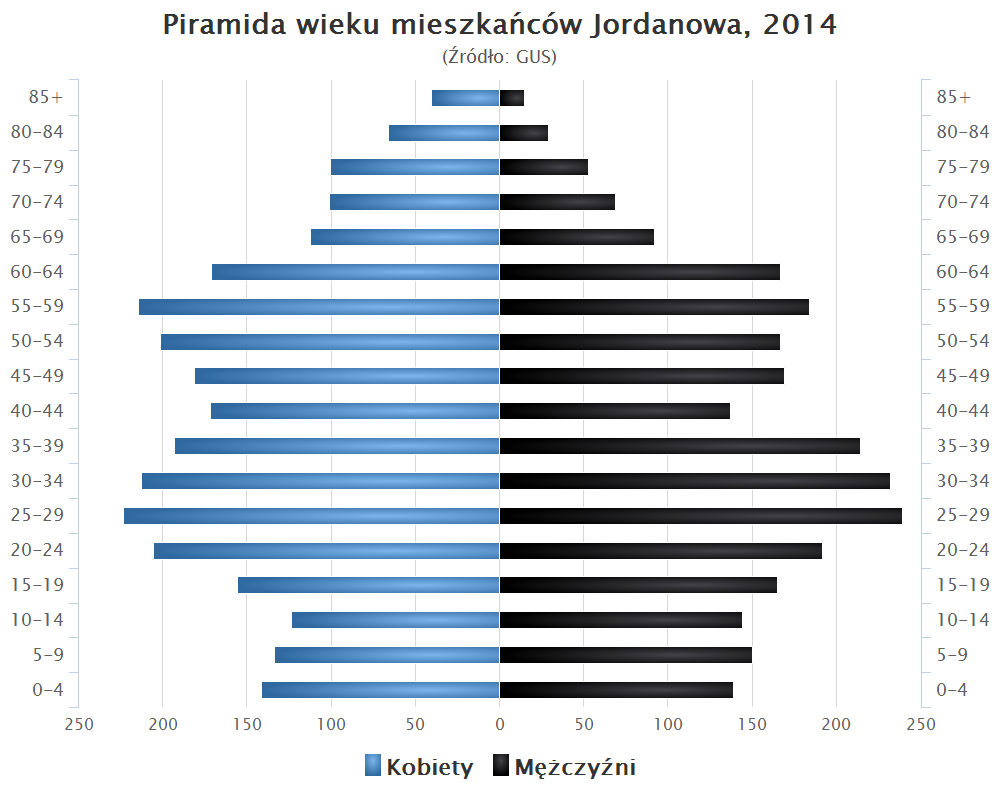
Piramida wieku mieszkańców Jordanowa w 2014 roku

Dane z 30 czerwca 2004 r.:
| Opis                              | Ogółem | Ogółem | Kobiety | Kobiety | Mężczyźni | Mężczyźni |
| --------------------------------- | ------ | ------ | ------- | ------- | --------- | --------- |
| Jednostka                         | osób   | %      | osób    | %       | osób      | %         |
| Populacja                         | 5118   | 100    | 2662    | 52      | 2456      | 48        |
| Gęstość zaludnienia [mieszk./km²] | 244,6  | 244,6  | 127,2   | 127,2   | 117,4     | 117,4     |

### Rozwój ludności
Źródło:
- 1564 – 270 osób
- 1728 – 500
- 1880 – 1254
- 1890 – 1262
- 1900 – 1345
- 1910 – 1511

- 1857 – 1040 mieszkańców[potrzebny przypis]
- 1870 – 1140
- 1880 – 1236
- 1890 – 1262
- 1900 – 1345
- 1910 – 1511
- 1921 – 1486
- 1931 – 3115
- 1939 – 3300
- 1946 – 2638
- 1950 – 2515
- 1960 – 3091
- 1986 – 4400
- 2002 – 5063
- 2004 – 5118
- 2011 – 5299
- 2012 – 5234
- 2016 – 5340
- 2019 – 5360

## Transport
Komunikację w okolicach i z Krakowem, Zakopanem czy Rabką zapewniają busy, a na trasie Kraków – Zakopane i Sucha Beskidzka – Nowy Sącz także linia kolejowa wraz ze stacją PKP w Jordanowie. Przez miasto przebiega droga krajowa nr 28, dzięki temu przez Jordanów przejeżdżają przelotowe autobusy PKS ze Śląska w kierunku Zakopanego, Rzeszowa, Przemyśla.

## Edukacja
Szkoły znajdujące się na terenie Jordanowa:
- Przedszkole Miejskie
- Szkoła Podstawowa im. Bohaterów Września 1939 r.
- Liceum Ogólnokształcące im. Hugona Kołłątaja
- Zespół Szkół im. bł. ks. Piotra Dańkowskiego

## Sport
W mieście działają: Ludowy Klub Sportowy „Jordan”, Uczniowski Klub Sportowy Taekwondo Olimpijskie – Podhale oraz Koło Polskiego Związku Wędkarskiego. Z Jordanowa pochodzi pilot rajdowy Szymon Gospodarczyk.

### Ludowy Klub Sportowy „Jordan”
Sekcja piłkarska skupia wokół siebie młodzież w czterech drużynach (ok. 90 zawodników): trampkarze, juniorzy młodsi, juniorzy i seniorzy. Klub dysponuje zmodernizowanym i odwodnionym boiskiem sportowym z dobrze rozbudowanym zapleczem socjalnym.
W sezonie 2001/2002 drużyna trampkarzy zajęła V miejsce w lidze okręgowej, natomiast drużyna juniorów I miejsce w tej samej lidze. Drużyna seniorów grająca w klasie A zajęła w sezonie 2001/2002 VI miejsce. W sezonie 2008/2009 drużyna seniorów zajęła I miejsce w klasie A Podhale i niniejszym dokonała historycznego awansu (po raz pierwszy w historii klubu i piłki nożnej w miasteczku) do Ligi Okręgowej okręgu Nowy Sącz. W sezonie 2018/19 Jordan wygrał rozgrywki podhalańskiej A Klasy i awansował do ligi okręgowej, do grupy Nowy Sącz II (Limanowa i Podhale).

### Uczniowski Klub Sportowy Taekwondo Olimpijskie – Podhale
Uczniowski Klub Sportowy Taekwondo Olimpijskie – Podhale skupia dzieci i młodzież oraz dorosłych z terenu Podhala. Klub powstał w 2001 r. Obecnie trenuje w nim ok. 60 zawodników. Klub promuje zdrowy styl życia poprzez trening dyscypliny olimpijskiej. W sezonie 2010/2011 zawodnicy klubu startowali w międzynarodowych i krajowych zawodach sportowych. Najwyższe osiągnięcia tamtego sezonu to:
- 2 srebrne i 2 brązowe medale na Międzynarodowych Zawodach Taekwondo „Ilyo Cup 2010” na Słowacji miejsca 7 i 10 w kategorii mężczyzn oraz 8 i 9 w kategorii kobiet na III Technicznych Mistrzostwach Polski Poomsae dzieci i młodzików w 2011
- brązowy medal w konkurencji walk kobiet na Ogólnopolskiej Olimpiadzie Młodzieży – Podlaskie 2011
- złoty medal w konkurencji walk kobiet na Międzynarodowych Mistrzostwach Bydgoszcz CUP’2011.

W 2010 klub był również organizatorem seminarium treningowego z koreańskim Mistrzem Choel In Kang 6 dan. Klub organizuje też bezpłatne zajęcia w hali sportowej dla dzieci i młodzieży z Jordanowa i powiatu suskiego. Zajęcia prowadzi Artur Skwirut – trener II klasy sportowej, posiadacz czarnego pasa III Dan, kilkukrotny medalista Mistrzostw Polski oraz medalista I Olimpiady Młodzieży w 1995 r.

## Turystyka
Z uwagi na swoje położenie wśród gór i lasów Jordanów posiada charakter miejscowości wczasowo-turystycznej. Miasto stanowi dogodny punkt wyjściowy w otaczające pasma górskie. Z centrum prowadzi pięć szlaków turystycznych m.in. na Luboń Wielki i Babią Górę.

### Piesze szlaki turystyczne
Szlaki:
 Główny Szlak Beskidzki: Rabka-Zdrój – Skawa st. PKP – Jordanów – Bystra Podhalańska – Okrąglica – Przełęcz Kucałowa (schronisko na Hali Krupowej) – Polica – Przełęcz Krowiarki – Babia Góra
 Lanckorona – Przełęcz Sanguszki – Bieńkówka – Koskowa Góra – Przełęcz Jabconiówka – Groń – Osielec Górny – Jordanów – Naprawa Dolna – Luboń Mały – Luboń Wielki – Rabka Zaryte
 Lubień – Klimas – Zębalowa – Krzeczów Masztelowo – Naprawa Górna – Jordanów
 Jordanów dw. PKP – Wysoka
W okolicach Jordanowa leżą miejscowości: Naprawa, rodzinna wieś Jalu Kurka, autora głośnej powieści Grypa szaleje w Naprawie, Łętownia z zabytkowym drewnianym kościołem z XVIII w. oraz wieś Wysoka z zabytkowym dworem z XVI w. W niewielkiej odległości znajduje się Babiogórski Park Narodowy. Cennym zespołem krajobrazowo – przyrodniczym jest góra Przykrzec z atrakcyjnymi punktami widokowymi na dolinę Skawy, Beskid Wyspowy, Gorce, Tatry i Pasmo Babiogórskie.

## Znane osoby związane z miejscowością
- Kazimierz Franciszek Jeleń – prof. dr hab. urodził się 2 stycznia 1940 roku w Jordanowie. Zmarł 9 września 2021 roku. Pochowany na Cmentarzu Parafialnym w Jordanowie;
- Robert K. Leśniakiewicz, badacz UFO oraz zjawisk nadprzyrodzonych, autor wielu publikacji na ten temat[55].
- Wiesław Leśniakiewicz – polski strażak, generał brygadier, w latach 2005–2008 zastępca komendanta głównego Państwowej Straży Pożarnej, w latach 2008–2015 komendant główny Państwowej Straży Pożarnej i szef Obrony Cywilnej Kraju, od 2023 podsekretarz stanu w Ministerstwie Spraw Wewnętrznych i Administracji w rządzie Donalda Tuska[56];
- Irena Stopa, ludowa poetka, autorka tomiku poezji ludowej Pokłosie życia oraz zbioru opowiadań góralskich Opowieści leśnej syski, a także laureatka wielu konkursów regionalnych. Wraz z rodziną była jedną z bohaterek serialu dokumentalnego Górale, emitowanego premierowo przez Polsat w latach 2018–2021 i wielokrotnie powtarzanego na siostrzanych kanałach należących do grupy Polsat Plus (m.in. Nowa TV i Polsat Play). Odcinki cyklu są również dostępne na platformie internetowej Polsat Box Go[57][58];
- Szymon Gospodarczyk – pilot rajdowy[59].

## Jordanów w mediach i kulturze
- Jordanów jest wymieniony z nazwy w Potopie Henryka Sienkiewicza[60].
- W powieści Jalu Kurka Grypa szaleje w Naprawie (I wyd. 1934 r.) część akcji rozgrywa się w Jordanowie.
- Karczma Przykiec, zlokalizowana w Jordanowie, posłużyła do nagrań w 275. odcinku serialu Detektywi pod tytułem Schronisko (ten odcinek był także kręcony w schronisku na Hali Krupowej)[61].
- Jordanów był często wspominany przez redaktora Andrzeja Zalewskiego w ramach jego audycji EkoRadio w Programie I Polskiego Radia[62].
- W roku 2013 wydana została Monografia miasta Jordanowa, autorstwa Stanisława Bednarza, prezesa Towarzystwa Miłośników Ziemi Jordanowskiej i Piotra Sadowskiego[63].
- W roku 2015 została wydana książka Życie i Zagłada Izraelickiej Gminy Wyznaniowej w Jordanowie autorstwa Grzegorza Miśkiewicza[64].
- W Jordanowie istnieje Orkiestra Dęta Ochotniczej Straży Pożarnej[65]. W styczniu 2016 w noworocznym koncercie kolędowym tej orkiestry gościnnie wystąpiła Katarzyna Miśkowiec znana z szóstej edycji „The Voice of Poland”, a pochodząca rodem z Kojszówki, maleńkiej wioski, położonej 10 km od Jordanowa[66][67][68].
- W 2023 wydana została książka Jordanów odkrywany na nowo – wędrówki i opowieści, autorstwa Stanisława Bednarza, prezesa Towarzystwa Miłośników Ziemi Jordanowskiej[69].

## Miasta i gminy partnerskie[70]
- Gmina Miłosław
- Gmina Portoscuso (2012)
- Zuberzec (2015)